# Erik Bergstrand
Erik Östen Bergstrand (Uppsala, 3 de julho de 1904 – Linköping, 28 de abril de 1987) foi um físico sueco, conhecido por novos procedimentos para a medição da velocidade da luz e instrumentos geodésicos.
Bergstrand provém de uma família de cientistas. Seu avô Carl Erik Bergstrand foi um agroquímico e geólogo, e seu pai Östen Bergstrand foi professor de astronomia em Uppsala. 

## Obras
- Determination of the velocity of light, Handbuch der Physik, Volume 24, 1956